# Rhathymus versicolor
Rhathymus versicolor là một loài Hymenoptera trong họ Apidae. Loài này được Friese mô tả khoa học năm 1906.